# Yesung
Kim Jong-hoon, antes Kim Jong-woon (en hangul, 김종운; en hanja, 金鐘雲; Cheonan, 24 de agosto de 1984), mejor conocido bajo su nombre artístico Yesung (en hangul, 예성; en hanja, 藝聲), es un cantante y actor surcoreano. Es uno de los tres vocalistas principales de la banda Super Junior. También fue locutor de su propio programa de radio, M.I.R.A.C.L.E for You, cuya emisión terminó en septiembre del 2007.

## Biografía
Yesung nació el 24 de agosto de 1984 en Seúl, Corea del Sur, como el mayor de dos hermanos. A la edad de diez años, se trasladó a Cheonan, Chungcheong del Sur. Su hermano menor se llama Kim Jongjin. Desde una edad temprana, expresó un fuerte interés por cantar. En 1999, se unió a una competición de canto y ganó el oro en la competencia de canto de Cheonan. En 2001, su madre lo inscribió en una audición para el Starlight Casting System de SM Entertainment, una audición de alta calidad en la que se selecciona a los artistas a firmar bajo la agencia. Yesung impresionó a los jueces con su voz artística y firmó con SM Entertainment ese mismo año. A finales de 2004, fue reclutado para debutar en el grupo Super Junior.

### 2005-2007: Debut con Super Junior
Debutó oficialmente como parte de un grupo de 12 miembros, Super Junior 05, el 6 de noviembre de 2005 en el programa Inkigayo del canal SBS, presentando el primer sencillo, Twins (Knock Out). Su álbum debut SuperJunior05 (Twins) fue lanzado un mes después el 5 de diciembre de 2005 y debutó en el #3 del ranking mensual MIAK de K-pop.
En marzo de 2006, SM Entertainment comenzó a reclutar nuevos miembros para la siguiente generación de Super Junior. Sin embargo, los planes cambiaron y la compañía declaró un alto en formar más generaciones de Super Junior. Con la adición de un 13.º. miembro, Kyuhyun, el grupo dejó el sufijo "05" y se convirtió oficialmente en Super Junior. El primer sencillo del grupo, "U" fue lanzado el 7 de junio de 2006 y se convirtió en el sencillo más exitoso hasta el lanzamiento de "Sorry, Sorry" en marzo de 2009. En el otoño de 2007, el grupo lanzó el segundo álbum oficial, Don't Don, que se volvió el álbum mejor vendido del grupo (a la fecha) y el segundo más vendido de Corea del Sur durante ese año.
Desde septiembre de 2006 a septiembre de 2007, fue DJ en el programa de radio M.I.R.A.C.L.E for You, en donde los demás miembros de Super Junior aparecían ocasionalmente como invitados. Sin embargo, antes del primer aniversario Yesung dejó la radio para concentrarse en las actividades del segundo álbum de Super Junior, Don't Don. El último episodio que salió al aire fue el 8 de septiembre de 2007. En noviembre de 2006, junto con sus compañeros Ryeowook y Kyuhyun, formaron la primera subunidad del grupo: Super Junior-K.R.Y para especializarse en baladas R&B.
En 2007 se unió a una nueva subunidad, Super Junior-Happy. Él debutó como actor el 26 de julio de 2007 con el lanzamiento de la película Attack on the Pin-Up Boys, una comedia centrada en una escuela secundaria protagonizada por los miembros de Super Junior. Su personaje era el de una estrella de rock que es atacado misteriosamente.

### 2008 - 2010: Musicales y banda sonora
Yesung cantó la balada "Love Really Hurts" para formar parte de la banda sonora original del drama televisivo Taza, que salió al aire desde el 16 de septiembre al 25 de noviembre de 2008. En 2009, Yesung debutó en teatro en un musical llamado Namhansanseong basado en la novela con el mismo nombre de Kim Hoon sobre hechos históricos. El musical se basaba en las vidas de la gente común y en el espíritu de supervivencia durante ciertas situaciones. Yesung hizo el papel del villano "Jung Myung-soo", un criado convertido en intérprete que se siente traicionado por su país. Se presentó desde el 9 de octubre hasta el 4 de noviembre en el centro de Artes de Seongnam.
En 2010,  protagonizó el musical Hong Gil Dong, junto con su compañero de grupo, Sungmin quien hacía el mismo papel. La obra fue presentada en el Parque Olímpico de Seoul en el Hall de Artes Woori Financial desde el 18 de febrero al 18 de abril de 2010. El 31 de marzo de 2010 contribuyó a la banda sonora del drama Cinderella's Sister con la canción It Has To Be You. Es una balada que cuenta la historia de un hombre que se niega a mirar a otra mujer excepto a quien ama. Yesung se presentó por primera vez en solitario con esta canción en Music Bank alcanzando el #3 en el ranking. Desde el 1 de octubre al 28 de octubre de 2010, también protagonizó su tercer musical, Spamalot haciendo el papel de Sir Galahad. El 29 de diciembre de 2010, Yesung junto a Luna del grupo f(x) cantaron el tema "Loving You" para la banda sonora del drama The President.
En julio de 2010, junto a su compañero de grupo Leeteuk aparecieron como animadores en un programa del canal MBC llamado Love Pursuer. El show muestra a celebridades surcoreanas recibiendo afecto de admiradores secretos para adivinar quién es el admirador. Yesung era el sujeto de admiración en el episodio 10. El 4 de septiembre, se volvió animador del programa MUZIT junto a K.Will y el veterano compositor Yoo Youngsuk.

### 2011: Actividades en solitario
El 31 de enero de 2011, lanzó Waiting for You" para formar parte de la banda sonora del drama Paradise Ranch. La balada cuenta la historia de un hombre que espera hasta el final a que su amante vuelva a él. Presentó la canción en vivo durante el primer concierto de Super Junior K.R.Y en Seúl el 11 de febrero.
Desde el 27 de febrero al 21 de junio de 2011, remplazó temporalmente a Eunhyuk como DJ en la radio Super Junior's Kiss The Radio mientras éste se encontraba promocionando el miniálbum Perfection en Taiwán junto a Super Junior-M. En junio se unió al programa de KBS, Immortal Song 2 en donde los cantantes rinden tributo a leyendas musicales presentando nuevas versiones de sus canciones y se escoge un ganador a través de votación. Ganó en el tercer episodio con la canción "The More I Love" de Boohwal.
Hizo un dueto con Jang Hyejin creando la canción "I Am Behind You", que fue lanzado el 14 de julio de 2011 a través de los sitios digitales. El 18 de julio de 2011 lanzó "For One Day" para la banda sonora del drama histórico Warrior Baek Dong Soo. Yesung presentó esta canción en vivo el 6 de octubre de 2011 en un concierto de Super Junior K.R.Y en Nankín. El 27 de septiembre de 2011, él junto a Eunhyuk y Shindong ocuparon el lugar de su compañero de banda Heechul, quien entró en el servicio militar obligatorio, para cantar la canción de Kim Jang-hoon, "Breakups are So Like Me". Heechul había grabado la canción y vídeo musical el día antes de irse. Los miembros aparecieron en los programas Inkigayo, Music Core y Music Bank durante la promoción de la canción.
El 11 de noviembre de 2012 Yesung, su madre y su hermano Kim Jong Jin abrieron oficialmente su nueva cafetería llamada "Mouse Rabbit Coffee" haciendo alusión a los signos del zodiaco chino de Yesung y Jongjin. El café llamó la atención debido a su diseño interior similar a una madriguera de conejo, con árboles junto a las mesas y colores tenues.

### Programa de radio
De septiembre de 2006 a septiembre de 2007, Yesung fue  anfitrión de su propio programa de radio, M.I.R.A.C.L.E for You, donde los miembros de Super Junior a menudo aparecieron como invitados. Sin embargo, antes del primer aniversario del programa de radio, Yesung tuvo que terminar el programa para poder concentrarse en el segundo álbum de Super Junior, Don't Don. La última fecha al aire del programa de radio fue el 8 de septiembre de 2007.

## Vida personal

### Accidentes
El 9 de mayo de 2008, fue enviado al hospital después de lesionarse una pierna durante un maratón (de 70 kilómetros y 24 horas) en donde él junto a sus compañeros Shindong, Sungmin, Leeteuk, Eunhyuk y Kangin participaron. El evento fue en colaboración con el programa del canal SBS, "Hope TV 24", que recaudaba dinero para donarlo a una escuela mongoliana en Corea del Sur en riesgo de cerrar. Debido a la lesión, estuvo impedido de completar la maratón, pero apareció en el escenario con muletas junto a sus compañeros. El 8 de agosto, Yesung fue nuevamente enviado al hospital tras caer de un escenario de 1.5 metros de altura mientras ensayaba en el programa Music Bank de KBS. Sus nuevas lesiones agravaron una vieja lesión en el cuello y cintura, lo que requirió que fuera hospitalizado durante dos días.
Durante la grabación del programa de KBS, Let's Go Dream Team! el 21 de agosto de 2011, cayó de una plataforma y sufrió una lesión en su cintura, pero se reportó que fue una lesión menor.[cita requerida] Aun así el programa tuvo que ser paralizado para que recibiera atención médica y se cuestionó este episodio del programa debido a su dificultad, puesto que Donghae también se había lesionado un pie durante dicha grabación.[cita requerida]

### Servicio militar
Yesung decidió entrar al servicio militar, enlistándose el 6 de mayo de 2013. Finalizó en mayo de 2015.

## Filmografía

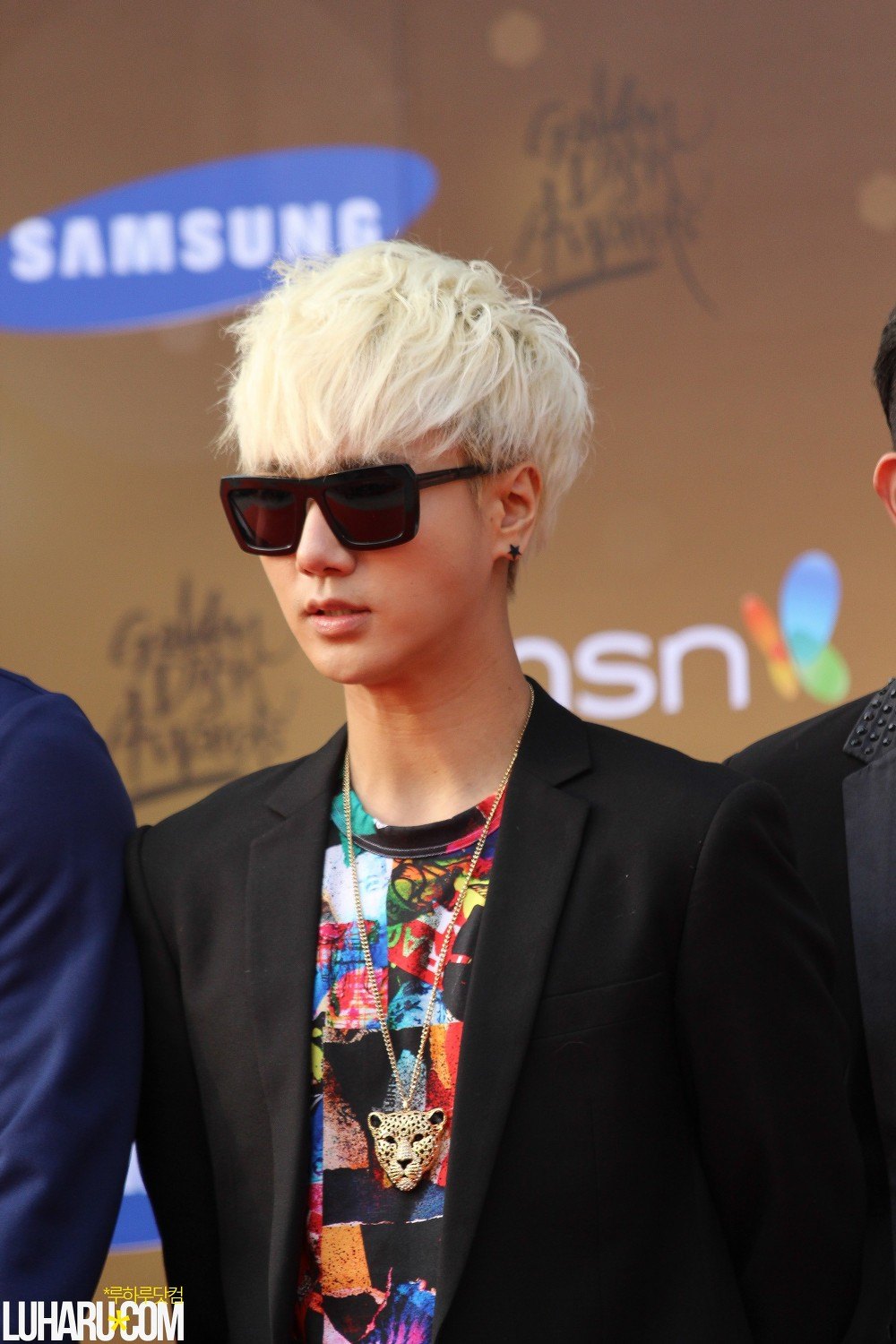
Yesung en 2013.

### Películas
| Año  | Título                    | Papel            | Ref.          |
| ---- | ------------------------- | ---------------- | ------------- |
| 2007 | Attack on the Pin-Up Boys | estrella de rock | [ 22 ]        |
| 2010 | Super Show 3 3D           | él mismo         |               |
| 2012 | I AM.                     | él mismo         | [ 23 ]        |
| 2013 | Super Show 4 3D           | él mismo         |               |
| 2015 | SMTown The Stage          | él mismo         |               |
| 2016 | My Korean Teacher         | Young-ung        |               |
| 2020 | The Girl on a Bulldozer   | Go Yoo Suk       | [ 24 ] [ 25 ] |

### Televisión
| Año  | Título | Red  | Papel          | Notas  |
| ---- | ------ | ---- | -------------- | ------ |
| 2015 | Awl    | JTBC | Hwang Jun-chul |        |
| 2017 | Voice  | OCN  | Oh Hyun-ho     | [ 26 ] |

### Programas de variedades
| Año   | Título                                    | Red                           | Papel       |
| ----- | ----------------------------------------- | ----------------------------- | ----------- |
| 2010  | Love Chaser                               | MBC                           | presentador |
| 2010  | The Muzit                                 | Trend E TV                    | presentador |
| 2018  | Galaxy                                    | Channel A                     | presentador |
| 2021- | How A Family Is Made (We Became a Family) | MBC / Discovery Channel Korea | miembro     |

### Teatro
| Año  | Título                         | Papel          |
| ---- | ------------------------------ | -------------- |
| 2009 | South Korean Mountain Fortress | Jung Myung-soo |
| 2010 | Hong Gildong                   | Hong Gildong   |
| 2010 | Spamalot                       | Sir Robin      |
| 2017 | Maybe, Happy Ending            | Oliver         |
| 2018 | Altar Boyz                     | Matthew        |

### Radio
| Año       | Título                        |
| --------- | ----------------------------- |
| 2006–2007 | M.I.R.A.C.L.E for You         |
| 2011      | Super Junior's Kiss the Radio |

### Apariciones en programas de televisión
- 2018: Super TV2
- 2017: Super TV
- 2015, 2018: Hello Counselor - Ep. 258, 349 - invitado junto a Donghae, Eunhyuk y Shindong[30]
- 2016: King of Mask Singer - concursó como "Can You Believe It Magic Castle", (ep. 55-56)
- 2018: "I Will Give You The Space"
- 2018: "Super TV"
- 2018: "Super TV Season 2"